# Устав ООН
Устав ООН — международный договор, учреждающий международную Организацию Объединённых Наций; подписан 26 июня 1945 года в Сан-Франциско на заключительном заседании Конференции Объединённых Наций по созданию Международной Организации пятьюдесятью государствами и вступил в силу 24 октября 1945 года, после того, как был ратифицирован постоянными членами Совета Безопасности ООН и большинством других государств, подписавших Устав.
Все страны, подписавшие Устав, обязаны соблюдать его статьи; кроме того, их обязательства по Уставу ООН превалируют над всеми другими обязательствами, вытекающими из других международных договоров. Устав ратифицировало большинство стран мира; единственное исключение среди общепризнанных стран составляет Святой Престол, который предпочёл сохранить за собой статус постоянного наблюдателя, в связи с чем не является стороной, которая подписала документ в полном объёме.

## История создания документа
В 1945 году представители 50 стран собрались в Сан-Франциско на Конференции Объединённых Наций по созданию международной организации, чтобы разработать Устав ООН. В основу работы делегаты положили предложения, выработанные представителями Китая, Советского Союза, Великобритании и Соединённых Штатов на конференции в Думбартон-Оуксе в августе-октябре 1944 года. Устав был подписан 26 июня 1945 года представителями 50 стран. Польша, не представленная на Конференции, подписала его позднее и стала 51-м государством-основателем.
К 24 октября 1945 года Устав был ратифицирован Китаем, Францией, Советским Союзом, Великобританией, Соединёнными Штатами и большинством других подписавших его государств. В 1947 году Генеральная Ассамблея ООН объявила 24 октября Днём Объединённых Наций, который будет посвящён осведомлению народов мира о целях и достижениях Организации Объединённых Наций.

## Оглавление
- Примечание
- Преамбула
- Глава I: Цели и Принципы (статьи 1—2)
- Глава II: Члены Организации (статьи 3—6)
- Глава III: Органы (статьи 7—8)
- Глава IV: Генеральная Ассамблея (статьи 9—22)
- Глава V: Совет Безопасности (статьи 23—32)
- Глава VI: Мирное разрешение споров (статьи 33—38)
- Глава VII: Действия в отношении угрозы миру, нарушений мира и актов агрессии (статьи 39—51)
- Глава VIII: Региональные соглашения (статьи 52—54)
- Глава IX: Международное экономическое и социальное сотрудничество (статьи 55—60)
- Глава X: Экономический и Социальный Совет (статьи 61—72)
- Глава XI: Декларация в отношении несамоуправляющихся территорий (статьи 73—74)
- Глава XII: Международная система опеки (статьи 75—85)
- Глава XIII: Совет по Опеке (статьи 86—91)
- Глава XIV: Международный Суд (статьи 92—96)
- Глава XV: Секретариат (статьи 97—101)
- Глава XVI: Разные постановления (статьи 102—105)
- Глава XVII: Мероприятия по безопасности в переходный период (статьи 106—107)
- Глава XVIII: Поправки (статьи 108—109)
- Глава XIX: Ратификация и подписание (статьи 110—111)

## Нарушения Устава ООН
Как следует из определения, Устав ООН обязателен к исполнению всеми странами-участницами и прямо запрещает некоторые действия:

### Угроза силой или её применение
С принятием Устава ООН в 1945 году угроза силой или её применение были запрещены, за исключением случаев:
- индивидуальной или коллективной самообороны;
- применения по решению Совета Безопасности ООН.

## Изменения Устава ООН
Согласно главе XVIII Устава, любое его изменение может быть совершено только после ратификации двумя третями членов ООН, включая пять постоянных членов Совета Безопасности (Великобритания, Китай, Союз Советских Социалистических Республик, Соединённые Штаты Америки и Франция). В Устав трижды вносились поправки: в 1963, 1965 и 1973 годах.

## Комментарии
1. ↑  Австралия, Аргентина, Белорусская ССР, Бельгия, Боливия, Бразилия, Великобритания, Венесуэла, Гаити, Гватемала, Гондурас, Греция, Дания, Доминиканская Республика, Египет, Индия, Ирак, Иран, Канада, Китай, Колумбия, Коста-Рика, Куба, Либерия, Ливан, Люксембург, Мексика, Нидерланды, Никарагуа, Новая Зеландия, Норвегия, Панама, Парагвай, Перу, Сальвадор, Саудовская Аравия, Сирия, СССР, США, Турция, Украинская ССР, Уругвай, Филиппины, Франция, Чехословакия, Чили, Эквадор, Эфиопия, Югославия и ЮАС.